# اغيل نوزمور (آيت عبد السلام)
اغيل نوزمور هو دُوَّار يقع بجماعة تيدلي مسفيوة، إقليم الحوز، جهة مراكش آسفي في المملكة المغربية. ينتمي الدوّار لمشيخة آيت عبد السلام التي تضم 23 دوار. يقدر عدد سكانه بـ 189 نسمة حسب الإحصاء الرسمي للسكان والسكنى لسنة 2004.

## روابط خارجية
- البوابة الوطنية للجماعات الترابية
- المندوبية السامية للتخطيط